# Amblyeleotris rhyax
Amblyeleotris rhyax és una espècie de peix de la família dels gòbids i de l'ordre dels perciformes.

## Morfologia
Les femelles poden assolir els 7,25 cm de longitud total.

## Distribució geogràfica
Es troba a les Filipines i a Nova Bretanya.